# Giải Tấn
Giải Tấn (tiếng Trung phồn thể: 解縉, giản thể: 解缙, 1369 – 1415), tự Đại Thân, tự cũ là Tấn Thân, hiệu Xuân Vũ, hiệu cũ là Hỉ Dịch, thụy Văn Nghị, người Cát Thủy, nay là huyện Cát Thủy, địa cấp thị Cát An, tỉnh Giang Tây. Ông là nội các thủ phụ (người đứng đầu nội các) đầu tiên của nhà Minh.

## Cuộc đời
Ông sinh ra trong gia đình quan lại. Ông nội là Giải Tử Nguyên, nguyên là phán quan An Phúc châu. Do binh biến loạn lạc, giữ lễ nghĩa mà chết. Cha đẻ là Giải Khai, Minh Thái Tổ thường triệu kiến luận bàn chính sự và muốn ông ra làm quan nhưng ông từ chối.
Khi còn nhỏ ông đã tỏ rõ tài năng hơn người. Năm Hồng Vũ thứ 21 (1388) ông đỗ tiến sĩ, được Minh Thái Tổ rất yêu quý, coi như con, được phép nói những điều khó nghe. Minh Thái Tổ nói điều này với Giải Tấn tại Đại bảo tây thất và ngay trong ngày ông đã dâng lên cho Minh Thái Tổ bài tấu gọi là Phong sự vạn ngôn, được hoàng đế khen ngợi, gọi ông là kỳ tài và cho ông làm ngự sử. Hàn quốc công Lý Thiện Trường (1314-1390) mắc tội bị Minh Thái Tổ giết. Ông cùng lang trung Vương Quốc Dụng thảo sớ minh oan cho Thiện Trường. Sau đó ông lại cùng Hạ Trường Văn thảo sớ hặc tội đô ngự sử Viên Thái làm cho Viên Thái căm ghét. Khi Giải Khai vào chầu Thái Tổ, vị hoàng đế ban chiếu viết rằng Giải Tấn tuổi trẻ tài cao nên kiêu ngạo, vì thế cho về nhà mười năm học hành thêm rồi sẽ trọng dụng.
Tám năm sau (1398), Minh Thái Tổ chết. Ông quay lại triều đình, hữu ti hặc Giải Tấn làm sai chiếu chỉ cộng với tang mẹ chưa hết và cha đã 90 tuổi nên bị biếm làm vệ lại ở Hà Châu. Khi đó Lễ bộ thị lang Đổng Luân là thân tín của Minh Huệ Đế. Giải Tấn đã viết thư cho Đổng Luân. Luân lại tiến cử Giải Tấn và ông được triệu về kinh đô.
Thời kỳ Minh Thành Tổ trị vì, cho mở Văn Uyên các, Giải Tấn cùng Hoàng Hoài, Dương Sĩ Kỳ, Hồ Quảng, Kim Ấu Tư, Dương Vinh, Hồ Nghiễm vào làm việc tại văn uyên các. Tháng 11 âm lịch năm 1402, ông thay Hoàng Hoài giữ chức nội các thủ phụ, phụng mệnh Minh Thành Tổ làm chủ biên trong việc biên soạn Vĩnh Lạc đại điển, và tới năm 1408 thì công trình này hoàn thành.
Năm 1404, nhân sự kiện lập thái tử, ông được phong làm hàn lâm học sĩ kiêm hữu xuân phường đại học sĩ, nhưng bị Hán vương Chu Cao Hú (con trai thứ hai của Minh Thành Tổ) căm hận tìm cách trả thù. Lý do là khi ngôi thái tử chưa định thì Kỳ quốc công Khâu Phúc có ý kiến lập Cao Hú, người con được Thành Tổ ưa thích hơn vì lập được nhiều chiến công, làm thái tử, nhưng Giải Tấn thì cho rằng "hoàng trưởng tử nhân hiếu, thiên hạ quy tâm" nhưng Minh Thành Tổ vẫn không nghe. Giải Tấn lại tâu rằng "hảo thánh tôn". Bấy giờ Minh Thành Tổ mới gật đầu đồng ý lập Chu Cao Sí làm thái tử nhưng trong bụng không vui. Sau đó nhà Minh phát binh đánh nhà Hồ, ông can gián nhưng Minh Thành Tổ không nghe. Cao Hú yêu vợ lẽ, xin được có lễ nghi vượt cả vợ cả. Ông can gián rằng "Thế nào cũng có tranh giành, chẳng nên" nhưng Thành Tổ không nghe và cho rằng ông chia rẽ tình cha con của Thành Tổ với Cao Hú và không còn tin tưởng ông nữa. Sau đó, Cao Hú lại gièm pha rằng ông ăn nói phạm cả những từ cấm (duệ cấm trung ngữ). Tháng 2 âm lịch năm Vĩnh Lạc thứ 5 (1407) do duệ cấm trung ngữ và đình thí độc quyển bất công (chấm bài thi đình không công minh), ông bị bãi chức nội các thủ phụ và giáng làm tham nghị Quảng Tây, sau lại bị Lý Chí Cương sàm tấu rằng ông thở than oán trách, nên lại bị giáng tiếp xuống làm tham nghị Giao Chỉ.
Năm Vĩnh Lạc thứ 8 (1410), ông về kinh đô tấu trình công việc, nhưng Thành Tổ khi đó đang đem quân chinh phạt phương bắc nên ông chỉ vào chầu thái tử rồi về, bị Hán vương Cao Hú buộc tội "tư cận thái tử, vô nhân thần lễ". Thành Tổ bực tức và hạ chiếu bắt ông bỏ tù. Sự kiện này diễn ra tháng 6 năm 1411.
Năm Vĩnh Lạc thứ 13 (1415) cẩm y vệ đô chỉ huy thiêm sự Kỷ Cương dâng sổ sách ghi chép tên tuổi tội phạm, Thành Tổ thấy tên Tấn bèn hỏi: "Tấn do tại da?" (Tấn còn hay mất?). Do vậy Kỷ Cương ép Tấn uống rượu say mềm rồi đem vứt ra ngoài trời đầy tuyết trắng. Ông chết, hưởng dương 47 tuổi. Toàn bộ vợ con Giải Tấn bị đày đi Liêu Đông và gia sản của ông bị tịch thu.

## Sau khi qua đời
Năm 1424, Minh Nhân Tông lên ngôi. Theo lời tấu của Dương Sĩ Kỳ, vị hoàng đế này ban chiếu cho vợ con ông hồi hương. Sau đó ông được ban cho thụy là Văn Nghị. Tháng tám âm lịch năm Chính Thống thứ nhất (1436), Minh Anh Tông ban chiếu hoàn lại gia sản cho vợ con ông. Năm Thành Hóa thứ nhất (1465), Minh Hiến Tông cho khôi phục lại chức quan cho ông và truy tặng triều nghị đại phu. Những việc mà ông can gián nhưng Minh Thành Tổ không thích nghe hay không theo, sau đều là tai họa cho nhà Minh, như việc Chu Cao Hú làm phản bị giết hay thất bại của nhà Minh trong chiến tranh tại Đại Việt.

## Tại Đại Việt
Đại Việt Sử ký toàn thư có chép một đoạn về ông trong tháng 9 năm 1411.
| “ | Nhà Minh bắt giam viên Tham nghị Giải Tấn rồi giết đi (Tấn là người Cát An, tỉnh Giang Tây). Tấn đỗ tiến sĩ cập đệ, bổ Hàn lâm học sĩ, vì nói việc trái ý vua, bị đuổi ra làm Tham nghị ở Giao Chỉ. Khi đến ty, lại nói rằng: "Giao Chỉ chia đặt quân huyện không bằng để nguyên như cũ, phong tước chia đất cho các thổ hào để họ cai quản lẫn nhau. [Chia đặt quận huyện] dẫu có cái được cũng không bù được những cái mất, cái lợi không chữa được cái hại". Vua Minh xem tờ tâu nổi giận, cho là Giải Tấn có ý tư vị họ Trần, bất lợi cho nước, xuống chiếu bắt giam ở Cẩm y vệ, rồi ốm chết. Đến năm Minh Nhân Tông lên ngôi, mới được đưa về chôn, gia thuộc mới được về quê hương. Đến khi Thái Tổ ta dẹp loạn trừ bạo, bắt được phong thư bọc sáp của Vương Thông nói rằng: "Quân để dùng phải được như số quân đi đánh lúc đầu, và phải được 6, 7 viên đại tướng như Trương Phụ mới có thể đánh được, mà dẫu có lấy được cũng không thể giữ được", thì bấy giờ lời Giải Tấn mới ứng nghiệm. Lời nói của bề tôi ngay thẳng chả lẽ không lợi cho nước hay sao? Cốt ở người làm vua biết soi xét mới được. | ” |

Ngô Sĩ Liên có bình luận về ông như sau:
| “             | Lời nói của bề tôi ngay thẳng không phải lợi cho mình mà lợi cho nước. Nhưng các vua chúa tầm thường thì không hay coi đó là lợi mà cứ muốn hại người ta. Đó là do họ bị che lấp nặng rồi. Minh Thái Tông một khi đã manh tâm hiếu đại hý công, tham cướp được nước ta, Giải Tấn há lại không biết nói thế là chạm tới cơn giận dữ hay sao? Đó chính là vì nước không nghĩ đến mình. Thái Tông không nghe, cùng binh độc vũ, cho rằng ắt chiếm được. Lời của Giải Tấn lúc ấy hình như chưa ứng nghiệm. | ” |
| — Ngô Sĩ Liên | |   |

## Gia đình
Ông có một con trai là Giải Trinh Lượng, được Minh Thành Tổ ban hôn với con gái còn chưa sinh ra của Hồ Quảng, do vào lúc hai người vào hầu Thành Tổ ăn yến, Thành Tổ nhân vui đùa có nói rằng Tấn với Quảng bằng tuổi, cùng quê, học cùng trường, cùng làm quan mà Tấn đã có con trai nên phải có con gái của Quảng để làm vợ. Hồ Quảng tâu rằng "Vợ thần mới mang thai, chưa rõ là trai hay gái". Thành Tổ phán "Chắc chắn là gái". Quả nhiên sau đó vợ Quảng sinh con gái vì thế mà hôn ước thành. Sau khi Giải Tấn thất thế, Trinh Lượng bị đày đi Liêu Đông, Hồ Quảng muốn từ hôn, nhưng người con gái này vẫn cương quyết, cắt tai thề cùng sống chết với Giải Trinh Lượng.

## Tác phẩm
- Vĩnh Lạc đại điển (chủ biên)
- Tự thư thi quyển
- Thư Đường nhân thi
- Văn Nghị tập